# Quartier des détenus
Le Quartier des détenus est un monument historique de Guyane situé dans la ville de Cayenne sur l'Île du Diable.
Le site est inscrit monument historique par arrêté du 26 décembre 2000.